# Citroenkeeltoekan
De citroenkeeltoekan (Ramphastos citreolaemus) is een vogel uit de familie Ramphastidae (toekans).

## Verspreiding en leefgebied
Deze soort komt voor in noordelijk Colombia en noordwestelijk Venezuela.

## Status
De grootte van de populatie is niet gekwantificeerd maar de soort wordt omschreven als vrij algemeen. Op de Rode lijst van de IUCN heeft deze soort de status gevoelig.